# Holsterhuvudtjärnen
Holsterhuvudtjärnen är en sjö i Bodens kommun i Norrbotten och ingår i Råneälvens huvudavrinningsområde.